# La Femme de mes rêves (film, 1944)
Pour les articles homonymes, voir La Femme de mes rêves.
Pour plus de détails, voir Fiche technique et Distribution.
La Femme de mes rêves (titre original : Die Frau meiner Träume) est un film allemand réalisé par Georg Jacoby, sorti en 1944
Ce film musical en couleurs, tourné un an avant la fin de la guerre, ne fait en aucune façon allusion au régime hitlérien. On ne voit aucun signe de l'époque, alors que le moindre cheminot d'alors portait un insigne national-socialiste. De même la guerre n'est pas évoquée, comme si le réalisateur avait voulu évoquer un « temps d'après ».
Le film eut un grand succès, mais éphémère à cause des changements comportementaux d'après-guerre, en Allemagne. Il fut en revanche durablement populaire à partir de 1947 en URSS et dans les pays du bloc de l'Est. Il fut en partie tourné dans les studios cinématographiques de Bohême.

## Synopsis
La vedette d'un music-hall, Julia Koester (Marika Rökk), se querelle avec son imprésario. Elle quitte le théâtre et monte dans un train. Sans affaires, la jeune femme se retrouve dans la petite gare de montagne d'un village enneigé. Erwin Forster (Walter Müller), un ingénieur, tombe fou amoureux d'elle, tandis que son collègue Peter Groll (Wolfgang Lukschy) critique les mauvaises manières de la chanteuse. Cependant, petit à petit celui-ci est conquis par Julia. Elle retourne en ville et c'est alors qu'il réalise qu'elle est la femme de ses rêves.
Le film, qui se termine par un mariage, est ponctué de chansons et de chorégraphies.

## Fiche technique
- Titre : La Femme de mes rêves
- Titre original : Die Frau meiner Träume
- Réalisation :	Georg Jacoby
- Scénario : Georg Jacoby, Herbert Witt, Johann von Vásáry
- Photographie : Konstantin Irmen-Tschet
- Montage : Erich Kobler
- Musique : Franz Grothe
- Direction artistique : Erich Kettelhut
- Société de production : Universum Film AG (UFA)
- Société de distribution : Deutsche Filmvertriebs (DFV)
- Pays d'origine :  Reich allemand
- Langue : Allemand
- Format : Couleurs (Agfacolor) — 35 mm — 1,37:1 — Son : Mono
- Genre : Comédie musicale
- Durée : 99 minutes (1 h 39)
- Dates de sortie :
  -  Reich allemand : 25 août 1944
  -  Estado Novo (Portugal) : 29 novembre 1944
  -  Suède : 30 novembre 1944
  -  Danemark : 29 janvier 1945
  -  État espagnol : 13 mai 1948

## Distribution
- Marika Rökk : Julia Koester
- Walter Müller : Erwin Forster
- Wolfgang Lukschy : Peter Groll
- Georg Alexander : Le directeur du théâtre
- Grethe Weiser : Luise
- Inge Drexel : Resi, une jeune fille du village
- Karl Hannemann : le porteur à la gare
- Karl Etlinger : le maître d'hôtel au restaurant de la gare